# Soulèvement de Jintian
Le soulèvement de Jintian est une révolte armée officiellement déclarée par Hong Xiuquan le 11 janvier 1851 à la fin de la dynastie Qing. 
Le soulèvement a été nommé d'après la base rebelle de Jintian, une ville du Guangxi dans l'actuelle Guiping. Cela marque le début de la révolte des Taiping.